# Плявіньський край
Пляві́ньський кра́й (латис. Pļaviņu novads) — адміністративно-територіальна одиниця Латвійської Республіки. Розташований у центральній частині країни, в історичному регіоні Ліфляндія. Адміністративний центр — Плявіняс. Створений 2009 року. Площа — 376,8 км². Населення — 5680 осіб (2011). До складу краю входять 1 місто і 3 волості.